# Rudnik (Rudawy Janowickie)
Rudnik – wzniesienie o wysokości 853 m n.p.m., w południowo-zachodniej Polsce, w Sudetach Zachodnich, w Rudawach Janowickich.
Wzniesienie położone jest w południowo-zachodniej części Rudaw Janowickich, w południowej części grzbietu głównego, na południowy zachód od wzniesienia Bobrzak, około 3,6 km na południowy wschód od centrum Kowar.

## Opis
Rudnik jest najniższym szczytem w grzbiecie głównym Rudaw Janowickich, zamykającym od południowego zachodu Rudawy Janowickie. Wyrasta jako ostatni w południowej części grzbietu, w kształcie wału o trzech wierzchołkach, z wyraźnie podkreśloną kopulastą częścią szczytową wierzchołka głównego. Pozostałe dwa wierzchołki w kształcie słabo zaznaczonych kopuł, z niewyraźnie podkreśloną częścią szczytową położone są na północny wschód od szczytu głównego i oddzielone od siebie niewielkimi wcięciami. Powierzchnia szczytowa jest tak wyrównana, że wierzchołek główny od strony północnej wznosi się około 23 m ponad poziom terenu, a pozostałe dwa są trudno rozpoznawalne. Od południa wzniesienie wydzielone jest Przełęczą Kowarską, nad którą znacznie górując, opada do niej długim niezbyt stromym zboczem. Zbocze zachodnie stromo opada w kierunku rzeki Jedlica, wschodnie zbocze niezbyt stromo schodzi w kierunku miejscowości Ogorzelec. Góra stanowi bliźniaczą kulminację Bobrzaka, położonego po północno-wschodniej stronie i oddzielonego płytkim siodłem.

## Budowa geologiczna
Wzniesienie położone jest na granicy dwóch jednostek geologicznych należących do bloku karkonosko-izerskiego – masywu karkonoskiego i wschodniej osłony granitu karkonoskiego. Zachodnie zbocza zbudowane są z waryscyjskich granitów porfirowatych. Partie szczytowe z proterozoicznych gnejsów oczkowych, a wschodnie zbocza z dewońskich łupków łyszczykowych, zieleńców, amfibolitów i innych skał metamorficznych „serii kowarskiej”, „serii Niedamirowa” i „serii Leszczyńca”.

## Górnictwo
Na północno-zachodnich i zachodnich zboczach w XII w. rozwinęło się górnictwo rud żelaza, a w XVIII w. na południowo-zachodnich zboczach odkryto rudy cynku i ołowiu ze srebrem.
Po II wojnie światowej od strony zachodniej, jak i od wschodniej zaczęto głębić sztolnie poszukiwawcze za uranem, ale nie przyniosły one wymiernych efektów.

## Roślinność
Całe wzniesienie porośnięte jest lasem świerkowym, z dodatkiem dębu, leszczyny, brzozy, jaworu i buka, tylko zbocze wschodnie średnio poniżej poziomu 700 m n.p.m. zajmują użytki rolne o przewadze górskich łąk.

## Ochrona przyrody
Wzniesienie położone jest na obszarze Rudawskiego Parku Krajobrazowego.

## Inne
- Na południowo-zachodnim zboczu poniżej szczytu znajduje się wieża przekaźnika.
- Na północno-zachodnim zboczu na wysokości 850 m n.p.m. znajduje się miejsce startowe paralotni[4] oraz punkt widokowy na Kowary, wschodnią część Karkonoszy, Lasocki Grzbiet i dolinę Świdnika[5].
- Na północno-wschodnim zboczu na poziomie 810 m n.p.m. znajduje się okazała 10 m skała „Owczarek” zbudowana z waryscyjskich granitognejsów z żyłami aplitów, występuje tu granat, turmalin, tytanit.
- W 1778 roku, w czasie wojny o sukcesję bawarską (wojna kartoflana), na zboczu góry Rudnik wzdłuż wioski Leszczyniec rozciągał się obóz piechoty pruskiej.